# 整數分拆
一個正整數可以寫成一些正整數的和。在數論上，跟這些和式有關的問題稱為整數拆分、整數剖分、整數分割、分割數或切割數（英語：Integer partition）。其中最常見的問題就是給定正整數{\displaystyle n}，求不同數組{\displaystyle (a_{1},a_{2},...,a_{k})}的數目，符合下面的條件：
1. {\displaystyle a_{1}+a_{2}+...+a_{k}=n} （{\displaystyle k}的大小不定）
2. {\displaystyle a_{1}\geq a_{2}\geq ...\geq a_{k}>0}
3. 其他附加條件（例如限定「k是偶數」，或「{\displaystyle a_{i}}不是1就是2」等）

分割函數p(n)是求符合以上第一、二個條件的數組數目。

## 拆分數量數列
4可以用5種方法寫成和式：4, 3+1, 2+2, 2+1+1, 1+1+1+1。因此 {\displaystyle p(4)=5}。
定義 {\displaystyle p(0)=1}，若n為負數則 {\displaystyle p(n)=0}。
此函數應用於對稱多項式及對稱群的表示理論等。
分割函數p(n)，n從0開始：
1, 1, 2, 3, 5, 7, 11, 15, 22, 30, 42, 56, 77......(OEIS:A000041)

### 程式實現
```
#include
 
<iostream>

#define MAXLENTH 20000

using
 
namespace
 
std
;

int
 
main
()
 
{

	
const
 
int
 
len
 
=
 
MAXLENTH
;

	
long
 
num
[
len
 
+
 
1
]
 
=
 
{
 
1
 
};
 
// 即使使用long也会快速溢出

	
for
 
(
int
 
i
 
=
 
1
;
 
i
 
<=
 
len
;
 
++
i
)

		
for
 
(
int
 
j
 
=
 
i
;
 
j
 
<=
 
len
;
 
++
j
)

			
num
[
j
]
 
+=
 
num
[
j
 
-
 
i
];

	
for
 
(
int
 
i
 
=
 
0
;
 
i
 
<=
 
len
;
 
i
++
)

		
cout
 
<<
 
i
 
<<
 
" "
 
<<
 
num
[
i
]
 
<<
 
endl
;

	
return
 
0
;

}

```

## Ferrers圖示與恆等式
每種分割方法都可用Ferrers圖示表示。
Ferrers圖示是將第1行放{\displaystyle a_{1}}個方格，第2行放{\displaystyle a_{2}}個方格......第{\displaystyle k}行放{\displaystyle a_{k}}個方格，來表示整數分割的其中一個方法。
借助Ferrers圖示，可以推導出許多恆等式：
- 給定正整數k和n，n表達成不多於k個正整數之和的方法數目，等於將n分割成任意個不大於k的正整數之和的方法數目。

證明：將表示前者其中一個數組的Ferrers圖示沿對角線反射，便得到後者的一個數組。即兩者一一對應，因此其數目相同。
例如 k=3，n=6：
| * · * · * · * · * · * | ↔ | * · * · * · * · * · * |   |         |
| 6                     | = | 1+1+4                 | = | 1+1+1+3 |

| * · * · * · * · * · * | ↔ | * · * · * · * · * · * |   |       |
| 6                     | = | 1+2+3                 | = | 1+2+3 |

| * · * · * · * · * · * | ↔ | * · * · * · * · * · * |   |     |
| 6                     | = | 2+2+2                 | = | 3+3 |

此外，
{\displaystyle 6=1+5=1+1+1+1+2}
{\displaystyle 6=2+4=2+2+1+1}
{\displaystyle 6=3+3=2+2+2}
{\displaystyle 6=6=1+1+1+1+1+1}
- 上述恆等式的值亦等於將{\displaystyle n+k}表達成剛好{\displaystyle k}個正整數之和的方法的數目。
- 給定正整數{\displaystyle n}。將{\displaystyle n}表達成兩兩相異正整數之和的方法的數目，等於將{\displaystyle n}表達成奇數之和的方法的數目。

例如{\displaystyle n=8}：
1. 1 + 1 + 1 + 1 + 1 + 1 + 1 + 1
2. 7 + 1
3. 3 + 3 + 1 + 1
4. 5 + 3
5. 5 + 1 + 1 + 1
6. 3 + 1 + 1 + 1 + 1 + 1

1. 8
2. 7 + 1
3. 6 + 2
4. 5 + 3
5. 5 + 2 + 1
6. 4 + 3 + 1

- 將{\displaystyle n}表達成{\displaystyle p}個1和{\displaystyle q}個2之和，這些方法的數目是第{\displaystyle n}個斐波那契數。
- 將{\displaystyle n}表達成多於1的正整數之和的方法數目是p(n) - p(n-1)。

## 生成函數
{\displaystyle p(n)}的生成函數是
{\displaystyle \sum _{n=0}^{\infty }p(n)x^{n}=\prod _{k=1}^{\infty }\left({\frac {1}{1-x^{k}}}\right)}
當|x|<1，右邊可寫成：
{\displaystyle (1+x+x^{2}+x^{3}+...)(1+x^{2}+x^{4}+x^{6}+...)(1+x^{3}+x^{6}+...)...}
{\displaystyle p(n)}生成函數的倒數為歐拉函數，利用五邊形數定理可得到以下的展開式：
{\displaystyle \prod _{k=1}^{\infty }(1-x^{k})=\sum _{i=-\infty }^{\infty }(-1)^{i}x^{i(3i-1)/2}.}
將{\displaystyle p(n)}生成函數配合五邊形數定理，可以得到以下的遞歸關係式
{\displaystyle p(n)=\sum _{i}(-1)^{i-1}p(n-q_{i})}
其中{\displaystyle q_{i}}是第{\displaystyle i}個廣義五邊形數。

## 与杨图的关系

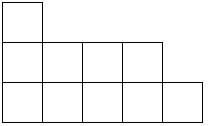
一个 (5, 4, 1)分拆表示的杨表

一个杨图唯一地对应于一个整数分拆，也就是说整数分拆的个数等于相应的杨图的个数。如图所示的杨图表示一个10=5+4+1的分拆。利用杨图来表示的分拆更直观性且易操作。

### 分拆的共轭

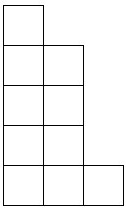
(5, 4, 1)分拆的转置(3, 2, 2,2,1)

将整数分拆（10=5+4+1）对应的杨图进行行列反转得到新的杨图（共轭杨图）。它对应的分拆为10=3+2+2+2+1。

## Rademacher級數
漸近式：
{\displaystyle p(n)\sim {\frac {\exp \left(\pi {\sqrt {2n/3}}\right)}{4n{\sqrt {3}}}}{\mbox{ as }}n\rightarrow \infty .}
這式子是1918年哈代和拉馬努金，以及1920年J. V. Uspensky獨立發現的。
1937年，Hans Rademacher得出一個更佳的結果：
{\displaystyle p(n)={\frac {1}{\pi {\sqrt {2}}}}\sum _{k=1}^{\infty }A_{k}(n)\;{\sqrt {k}}\;{\frac {d}{dn}}\left({\frac {\sinh \left({\frac {\pi }{k}}{\sqrt {{\frac {2}{3}}\left(n-{\frac {1}{24}}\right)}}\right)}{\sqrt {n-{\frac {1}{24}}}}}\right)}
其中
{\displaystyle A_{k}(n)=\sum _{0\leq m<k\;;\;(m,k)=1}\exp \left(\pi is(m,k)-2\pi inm/k\right).}。
{\displaystyle (m,n)=1}表示{\displaystyle m,n}互質時才計算那項。{\displaystyle s(m,k)}表示戴德金和。這條公式的證明用上了和戴德金η函數、福特圓、法里數列、模群。

## Elder定理
在將{\displaystyle n}表示成正整數之和的所有和式之中，任意正整數{\displaystyle r}作為和項出現在這些式子內的次數，跟每條和式中出現{\displaystyle r}次或以上的正整數數目，相同。
當{\displaystyle r=1}時，此定理又稱為Stanley定理。
以{\displaystyle n=5}為例：
- 5
- 4+1
- 3+2
- 3+1+1
- 2+2+1
- 2+1+1+1
- 1+1+1+1+1

1. 1的總出現次數：0+1+0+2+1+3+5=12；在每條和式出現1次或以上的數的數目：1+2+2+2+2+2+1=12
2. 2的總出現次數：0+0+1+0+2+1+0=4；在每條和式出現2次或以上的數的數目：0+0+0+1+1+1+1=4。

## 附加要求的分拆
以下敘述带有附加条件的分拆。

### 差分拆
考虑满足分拆
1. {\displaystyle a_{1}+a_{2}+\cdots +a_{k}=n} （{\displaystyle k}的大小不定）
2. {\displaystyle a_{1}>a_{2}>\cdots >a_{k}} 即分拆的每个数都不相等。

生成函數是
{\displaystyle \sum _{n=0}^{\infty }p(n)x^{n}=\prod _{k=1}^{\infty }\left(1+x^{k}\right)}

### 奇分拆
考虑满足分拆
1. {\displaystyle a_{1}+a_{2}+\cdots +a_{k}=n} （{\displaystyle k}的大小不定）
2. {\displaystyle a_{1}\geq a_{2}\geq \cdots \geq a_{k}}
3. 要求 {\displaystyle a_{i}(i=1,2,\ldots ,k)}为奇数

生成函數是
{\displaystyle \sum _{n=0}^{\infty }p(n)x^{n}=\prod _{k=1}^{\infty }\left({\frac {1}{1-x^{2k-1}}}\right)}.

#### 引理
差分拆的个数与奇分拆的个数是一样多的。
可以通过杨表证明。

### 部分個數上限的分拆
當限定將{\displaystyle n}表示成剛好{\displaystyle k}個正整數之和時，可以表示為{\displaystyle p_{k}(n)}。顯然，{\displaystyle p(n)=\sum _{k=1}^{n}p_{k}(n)}。
- 對於{\displaystyle n>1}，{\displaystyle p_{n}(n)=p_{1}(n)=1}
- {\displaystyle p_{2}(n)=\left\lfloor {\frac {n}{2}}\right\rfloor } (OEIS:A004526)
- {\displaystyle p_{3}(n)} = 最接近{\displaystyle {\frac {n^{2}}{12}}}的正整數。(OEIS:A069905)
- {\displaystyle p_{n-1}(n)=1}
- {\displaystyle p_{k}(n)=p_{k-1}(n-1)+p_{k}(n-k)}

## 其他常見的問題
不少數學家亦有研究按以下方式分拆的方法數目：
- 將正整數寫成模p同餘r的正整數之和
- 將模p同餘r正整數寫成的正整數之和[3]

## 外部連結
- Lectures on Integer Partitions （页面存档备份，存于） by Herbert S. Wilf